# Casa dello Studente (Firenze)
La Casa dello Studente è una struttura edilizia di tipo residenziale dell'Università di Firenze, che si trova in piazza Dallapiccola, una piazza nata appositamente alla fine del progetto tra via Claudio Monteverdi, via Lulli, via Francesco Doni e via Maragliano.

## Storia e descrizione
La residenza universitaria, intitolata a "Mario Luzi", è stata inaugurata il 29 ottobre 2005 ed è stato il frutto di una cooperazione tra pubblico e privato. Per l'area "ex Artieri del Legno" fu siglata una convenzione tra Comune di Firenze e la società Evergreen (estate 2002) per una riqualificazione dell'area con la clausola di destinare tutti gli alloggi a studenti (vista anche la notevole richiesta dopo il completamento entro il 2004 del vicino Polo delle Scienze Sociali di Novoli dell'Università di Firenze).
I lavori, iniziati il 18 gennaio 2004, sono durati poco più di un anno e hanno dato alla luce un palazzo residenziale con sei piani più piano terra, con vari locali destinati ad uso pubblico (bar, palestra, internet point, centro dell'Asl e altri servizi sociali) per un totale di 8500 m2 di superficie. Gli appartamenti sono in totale 132 e i posti letto 342.
Due piani interrati sotto tutto l'isolato ospitano un garage da 374 posti auto. L'intervento urbanistico ha creato la piazza, libera su tre lati, che ha ridisegnato il baricentro della zona residenziale di San Jacopino, nata come quartiere operaio piuttosto disomogeneo negli anni Trenta del Novecento.

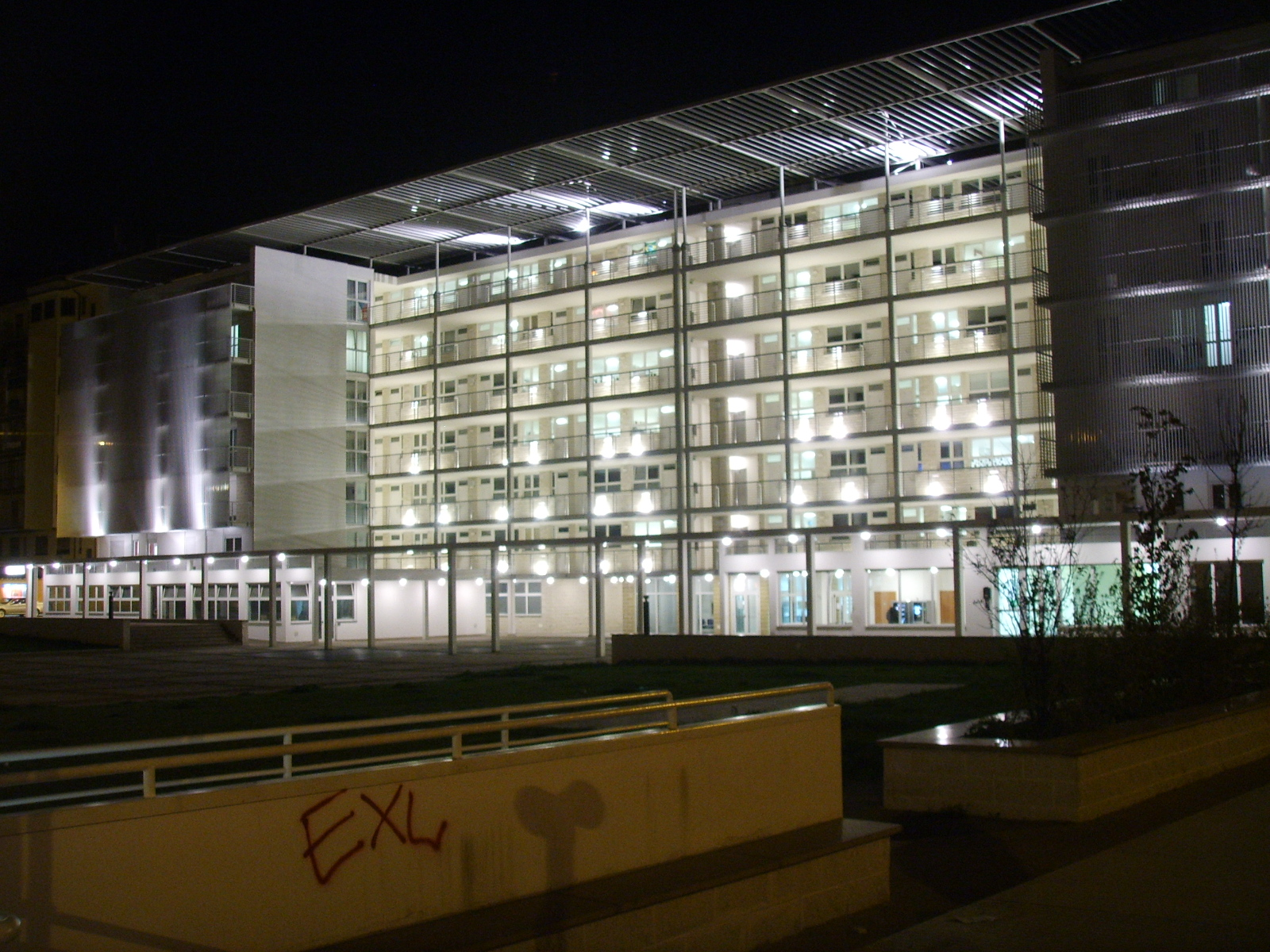
Veduta notturna